# Hermann Wetken
Hermann Wetken (* 1522 in Hamburg; † 13. Oktober 1595 ebenda) war ein Hamburger Bürgermeister.

## Leben und Wirken
Wetken war der Sohn des ersten evangelisch orientierten Hamburger Bürgermeisters Johann Wetken und der Margarethe von Spreckelsen, aufgewachsen und erzogen in der Zeit der Gründung und Verbreitung der Reformation in Hamburg. Er studierte auf Grund der Einstellung seiner Familie daher die Rechtswissenschaften nicht wie für Hamburger zu jener Zeit üblich an der Universität Rostock, sondern an der Universität Wittenberg. Nach seinem Abschluss wurde er im Jahre 1554 zum Ratsherrn und 1564 zum Bürgermeister von Hamburg gewählt.
Doch ein Jahr nach seinem Eintritt in den Stadtrat war Wetken zusammen mit seinem Syndicus Trotzinger bereits dazu gezwungen, einen erneuten Streit mit dem Domkapitel zu schlichten, welches sich nicht an die Abmachungen des Augsburger Religionsfriedens von 1555 halten wollte und mit einer Klage beim Reichskammergericht auf Sonderprivilegien sowie einer Achtserklärung bestand. Seit Augsburg galt zwar der Kompromiss, dass derjenige, welcher das Land regiert, auch den Glauben bestimmen dürfe, was bedeutete, dass die Fürsten die Religion wählten und nicht konvertierwillige Bürger das Recht haben sollten, in ein Land ihres Glaubens auszuwandern. In einem mittlerweile mehrjährigen Prozess war Wetken und Trotzinger maßgeblich an den Verhandlungen beteiligt und sie mussten ihren Standpunkt sowohl dem Osnabrücker Bischof Johann II. von Hoya, als auch 1557 beim Reichstag in Regensburg und am Hofe des Königs und späteren Kaisers Ferdinand I. in Prag vortragen. Daraufhin folgte ein klärender Brief Ferdinands an das klagende Domkapitel, in dem er dieses ernsthaft um die Einhaltung der Augsburger Friedensvereinbarungen ermahnte aber andererseits auch die Immunität des Kapitels im Verhältnis zur Stadt bestätigte. Schließlich wurde Hamburg 1559 auf dem Reichstag in Augsburg, zu dem wiederum Wetken und sein Sekretär Schröder delegiert worden waren, nun offiziell vollends in den Religionsfrieden aufgenommen und der Prozess wurde für beendet erklärt. Dieser Vorgang diente schließlich auch als Musterprozess für einen Vergleich am 2. Mai 1561 in ähnlicher Situation in Bremen, an dessen Abschluss wiederum Wetken als externer Vermittler maßgeblich mit beteiligt war.
Doch zwei Jahre später sah sich jetzt das Hamburger Domkapitel gegenüber Anfeindungen und Spott sowie päpstlichem Bann- und Exkommunikationsbullen aus den eigenen Reihen ausgesetzt und rief deshalb nun seinerseits den Rat um Unterstützung an. Wetken äußerte zwar Bedenken, sich in solche Interna einzumischen, aber gewährte trotzdem dem Domkapitel den nötigen Schutz. Dieses führte unter anderem zu einer Festigung der Reformation in Hamburg, da sich mittlerweile immer mehr Mitglieder des Domkapitels dieser neuen Religionslehre anschlossen und diese auch Ehen schlossen.
Zwischenzeitlich war Wetken an Verhandlungen aller Elbuferstaaten mit König Ferdinand über die Elbschifffahrt und Elbzölle beteiligt sowie an der Schlichtung einer ernsten Krise mit Herzog Adolf I. von Gottorf, als dieser von Hamburger Schiffern bei einer Fahrt nach Antwerpen irrtümlich angegriffen worden war. Herzog Adolph, bei den Verhandlungen vertreten durch seinen Feldherrn Johann Rantzau, ließ sich nur mit kostbaren Geschenken und vergoldeten Pokalen gefüllt mit spanischen und ungarischen Goldstücken besänftigen.
Hermann Wetken war darüber hinaus aber an demokratischen Reformen der Stadtverfassung beteiligt, wie beispielsweise an dem Beschluss vom 5. April 1563. Dieser besagte, dass aus jedem Kirchspiel zwei Bürger als Kämmereibürger die öffentlichen Gelder verwalten sollten und im Gegenzug neben zwei Ratsmitgliedern als Bauherren zusätzlich zwei Baubürger das gesamte Bauwesen der Stadt zu überwachen hätten. Auf dieser Sitzung wurde Wetken schließlich zu einem der beiden Bauherren ernannt. Schließlich musste Wetken im Jahre 1580 wieder einmal einen kirchlichen Streit, diesmal aus den eigenen Reihen, schlichten, in dem er sich vehement dagegen verwahrte, dass sich krypto-calvinistische Strömungen in Hamburg ausbreiten konnten.
Im Jahre 1592 stiftete Hermann Wetken für alle Witwen und Jungfrauen einen Gotteshof, vergleichbar einem Obdachlosen- und Altersheim, wo sich alle Alten und Hilfsbedürftigen ihren Lebensabend erträglicher machen konnten. Ein Jahr später trat Wetken erschöpft von seinen Ämtern zurück und verstarb schließlich am 13. Oktober 1595.

## Familie
Hermann Wetken war verheiratet mit Gesche Nigel († 1587), mit der er vier Kinder hatte. Zwei Kinder waren bereits zu seinen Lebzeiten verstorben. Sein Sohn Joachim begründete den Lübecker Zweig der Familie und verheiratete sich mit Margarethe von Stiten, Tochter des Lübecker Amtmannes und Ratsherren Franz von Stiten († 1590). Hierdurch wurde er Eigentümer des Gutes Trenthorst bei Reinfeld, das zu den Lübschen Gütern gehörte.
Sein zweiter Sohn Johann († 1616) studierte wiederum in Rostock, wurde zunächst Kaufmann, bevor er schließlich im Jahre 1603 in den Rat und 1614 ebenfalls zum Bürgermeister von Hamburg gewählt wurde, aber auf Grund seines frühen Todes nicht mehr viel bewegen konnte. Er war in erster Ehe vermählt mit Margrethe Fockes (Fuchs), Tochter des Domherrn Kilian Fockes, in zweiter Ehe mit Maria von Kampe (vam Kampe), Tochter des Bürgermeisters Joachim von Kampe, und schließlich in dritter Ehe mit Elisabeth von Eitzen (1578–1649), Tochter des Hamburger Bürgermeister Dirick (Dietrich) von Eitzen. Elisabeth übernahm nach dem Tod ihres Mannes zusätzlich auch das Haus ihres Schwiegervaters Hermann Wetken in der Deichstraße zu Hamburg.
In der Hamburger St-Nikolai-Kirche erinnert ein monumentales Epitaph aus Sandstein an die Familie Wetken, auf dem in einer Nische die beiden verstorbenen Kinder und daneben kniend die Eltern mit den beiden lebenden Kindern abgebildet sind.